# Laurens de Witte van Citters
Laurens de Witte van Citters, heer van Elkerzee en Bruinisse ('s-Gravenhage, 21 juni 1781 − aldaar, 6 augustus 1862) was een Nederlands bestuurder en voorzitter van de Hoge Raad van Adel.

## Biografie
Van Citters was lid van de familie Van Citters en een zoon van mr. Jacob Verheye van Citters, heer van Sint-Laurens en Popkensburg (1753-1823), raadsheer bij het Hof van Holland en Zeeland, en van Anna Jacoba de Witte van Elkerzee (1758-1796). Hij trouwde in 1815 met Wilhelmina van Hogendorp (1790-1858), lid van de familie Van Hogendorp en een dochter van Gijsbert Karel van Hogendorp, uit welk huwelijk vier kinderen werden geboren.
Van Citters studeerde vanaf 1799 rechten te Utrecht waar hij in 1804 promoveerde op stellingen. Hij was op 29 en 30 maart 1814 lid van de Vergadering van Notabelen voor het departement Monden van de Schelde. In 1814 en 1815 was hij commies van Staat om vanaf 1835 tot 1862 lid van de stedelijke, vanaf 1851 van de gemeenteraad van zijn geboorteplaats te zijn. Van 1843 tot 1861 was hij bovendien wethouder van 's-Gravenhage waarbij hij zich met name inzette voor het Burgerlijk Armbestuur. In de periode van 1812 tot 1850 was hij bovendien lid van Provinciale Staten van Zuid-Holland.
Bij Koninklijk Besluit van 16 september 1815 werd Van Citters verheven in de Nederlandse adel en verkreeg zo het predicaat jonkheer. Vanaf 1834 was hij lid van de Hoge Raad van Adel en fungeerde tussen 1845 en 1850 daarvan als voorzitter; per 1 januari 1851 werd hij tot effectief voorzitter benoemd, hetgeen hij tot 1 januari 1853 zou blijven.
Van Citters bezat een grote collectie familieportretten die hij naliet aan zijn zoon en via deze aan het Rijksmuseum Amsterdam kwam, maar daarvoor in bewaring werd gegeven van Van Citters' schoonzoon Arnoldus Andries des Tombe (1816-1902), tevens kunstverzamelaar en onder andere eigenaar van Vermeers Meisje met de parel. De portrettencollectie kwam dus na Des Tombes overlijden in het Rijksmuseum terecht.
- Biografisch Portaal: 15136737
- International Standard Name Identifier: 0000 0003 9191 0028
- Nederlandse Thesaurus van Auteursnamen: 070055890
- Parlement.com: vg09llxj12d1
- Virtual International Authority File: 285841184
- WorldCat: E39PBJkXwyyB4xj64pGCvdGmBP